# Zúñiga
Zúñiga è un comune spagnolo di 173 abitanti situato nella comunità autonoma della Navarra.